# Histoire maritime de la Somalie
Pour un article plus général, voir Histoire de la Somalie.

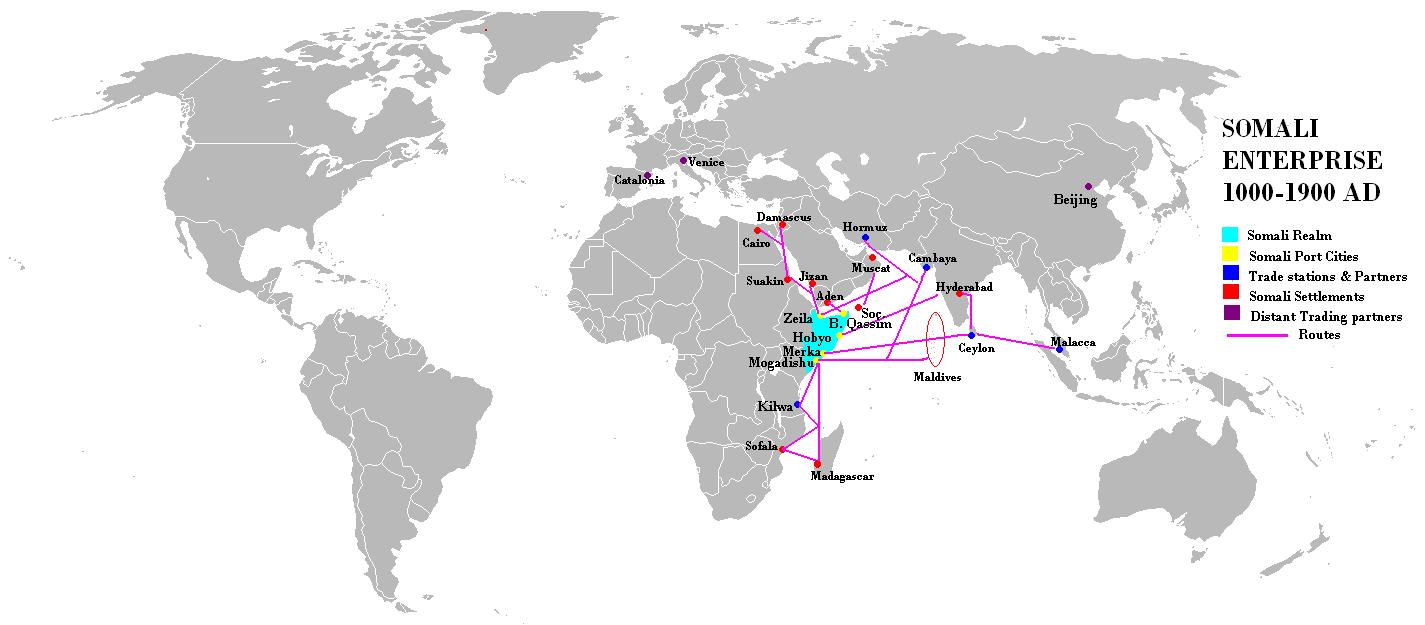
Histoire du commerce maritime en Somalie dans la mer Rouge, le golfe Persique, l'océan Indien et le détroit de Malacca.

L'histoire maritime de la Somalie fait référence aux traditions maritimes du peuple somalien. Cette histoire comprend divers niveaux passant de la technologie de navigation, à la construction et à la conception de navires somaliens. L'histoire maritime comprend également l'histoire des villes portuaires somaliennes et traite également les routes maritimes historiques empruntées par les marins somaliens qui ont rendu possibles les entreprises commerciales des royaumes et empires somaliens historiques. L'histoire maritime de la Somalie prend également en compte la culture maritime contemporaine de la Somalie.  
Au Moyen Âge, pendant l'ère des Ajurans, les sultanats et les républiques de Merca, Mogadiscio, Barawa, Hobyo et leurs ports respectifs ont prospéré et ont eu un commerce extérieur lucratif avec des navires naviguant vers l'Arabie, l'Inde, la Vénétie, la Perse, l'Égypte, le Portugal et la Chine.   

## Antiquité

Commerce somalien avec Rome et d'autres nations selon le périple de la mer Erythrée,

Dans l'antiquité, les ancêtres du peuple somalien faisaient office de « liens commerciaux » importants dans la Corne de l'Afrique reliant les commerces de la région avec le reste du monde antique. Les marins et les marchands somaliens étaient les principaux fournisseurs d'encens, de myrrhe et d' épices, des objets qui étaient considérés comme un luxe précieux par les égyptiens antiques, les Phéniciens, les Mycéniens et les Babyloniens,. Au cours de l'antiquité classique, plusieurs cités-états antiques comme Opone, Mosylon et Malao qui rivalisaient avec les Sabéens, les Parthes et les Axoumites pour le commerce lucratif indo-gréco-romain ont également prospéré en Somalie. 
Le Royaume de Punt, qui est considéré par plusieurs égyptologues comme étant situé dans la région de la Somalie moderne, avait un lien commercial stable avec les Égyptiens antiques et exportait de précieuses ressources naturelles telles que la myrrhe, l'encens et la gomme. Ce réseau commercial s'est poursuivi jusqu'à l' antiquité classique . Les cités-États de Mossylon, Malao, Mundus et Tabae en Somalie se sont engagées dans un réseau commercial lucratif reliant les marchands somaliens à la Phénicie, à l' Égypte ptolémique, à la Grèce, à la Perse parthe, à Saba, à Nabataea et à l' Empire romain. Les marins somaliens utilisaient un ancien type de navire maritime somalien connu sous le nom de beden pour transporter leurs cargaisons. 

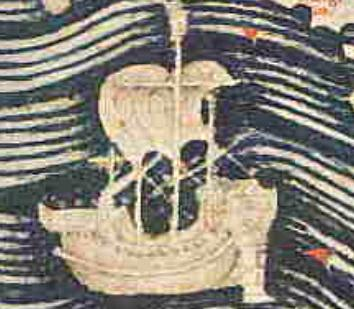
Navire Somali Badan tiré de la carte de Fra Mauro.

Après la conquête romaine de l'Empire nabatéen et la présence navale romaine à Aden pour lutter contre la piraterie, les marchands arabes et somaliens ont interdit aux marchands indiens de commercer dans les villes portuaires libres de la péninsule arabique  en raison de la proximité de la présence romaine. Cependant, ils ont continué à faire du commerce dans les villes portuaires de la péninsule somalienne, à l'abri de toutes menaces ou d'espions romains. La raison de l'interdiction interdisant aux navires indiens d'entrer dans les villes portuaires riches arabes était de protéger et de cacher les pratiques commerciales d'exploitation utilisées par les marchands somaliens et arabes dans l'ancien commerce très lucratif de la Mer Rouge - Mer Méditerranée. Les marchands indiens ont apporté pendant des siècles de grandes quantités de cannelle de Ceylan et d' Extrême-Orient à la Somalie et à l'Arabie. Cela aurait été le secret le mieux gardé des marchands arabes et somaliens dans leur commerce avec le monde romain et grec . Les Romains et les Grecs croyaient que la cannelle provenait de la péninsule somalienne, mais en réalité, cette épice était acheminée en Somalie par le biais de navires indiens. Par le biais de commerçants somaliens et arabes, la cannelle indienne et chinoise a également été exportée à des prix bien plus élevés vers l'Afrique du Nord, le Proche-Orient et l'Europe, ce qui a fait du commerce de la cannelle un générateur de revenus très rentable, en particulier pour les marchands somaliens entre les mains desquels de grandes quantités ont transité à travers d'anciennes routes commerciales maritimes et terrestres. 
Les marins somaliens étaient au courant des moussons de la région et les utilisaient pour se relier aux villes portuaires de l'océan Indien et de la mer Rouge. Ils ont également développé une manière compréhensible de définir les îles de l'océan Indien pour se repérer durant leurs voyages. Ils nommaient des archipels ou des groupes d'îles d'après l'île la plus importante du groupement, du point de vue somalien. 

## Moyen Âge

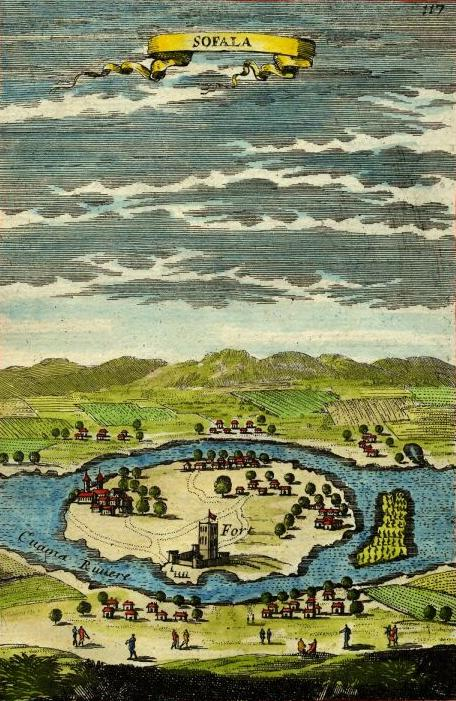
Des marchands somaliens de Mogadiscio ont établi une colonie au Mozambique pour extraire l'or des mines de Sofala.

Au Moyen Âge, plusieurs puissants empires somaliens dominaient le commerce régional, et notamment le sultanat d'Ajuran, ce dernier entretenant des contacts maritimes rentables avec l'Arabie, l' Inde, la Vénétie, la Perse, l'Égypte, le Portugal et la Chine. Cette tradition du commerce maritime a été maintenue au début de l'époque moderne, Berbera étant le principal port somalien du XVIIIe au XIXe siècle.

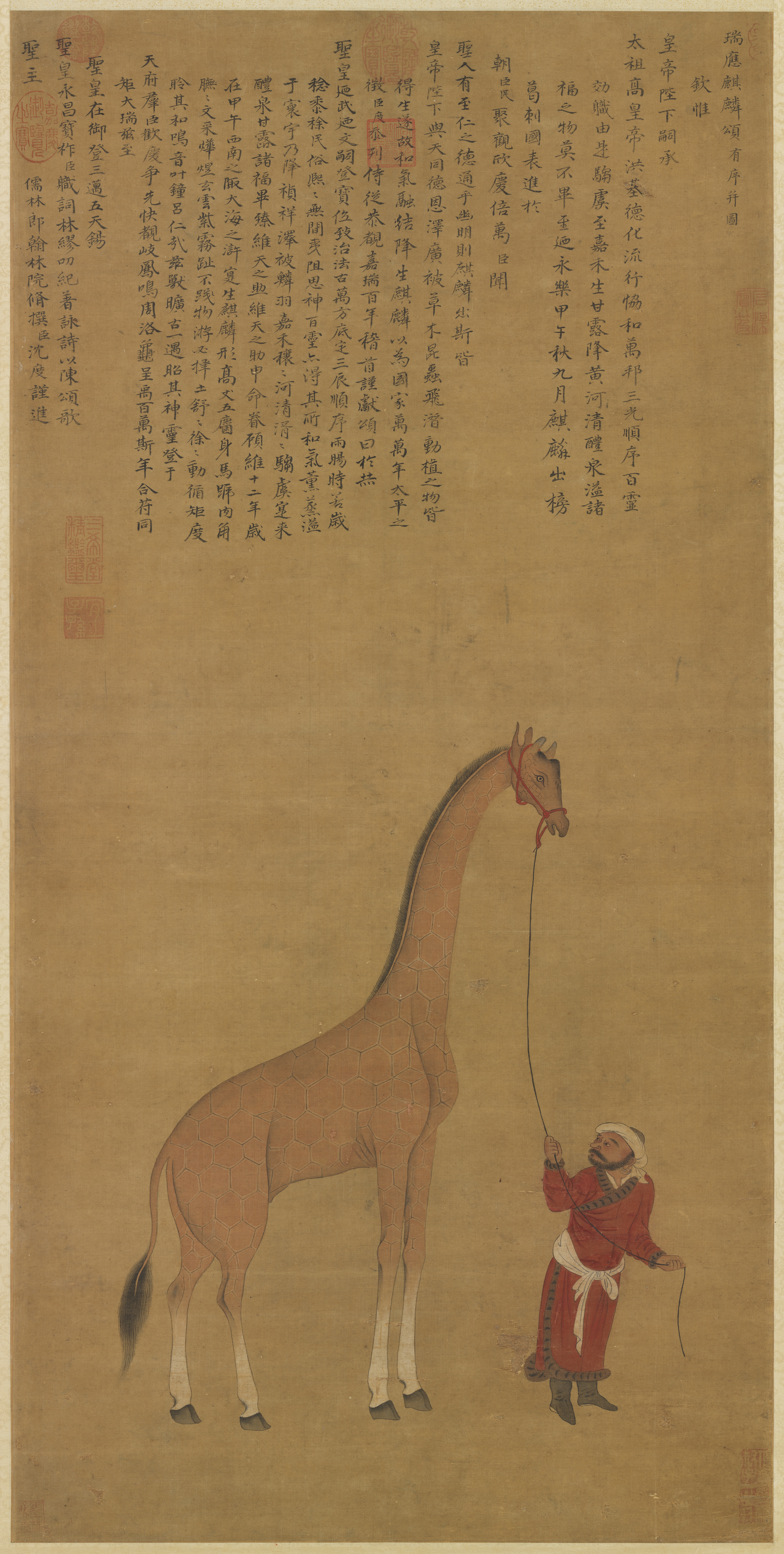
Les animaux exotiques tels que la girafe (animal sur l'image) étaient capturés et vendus par les marchands somaliens car ces animaux étaient très populaires dans la Chine médiévale.

Au XVIe siècle, Duarte Barbosa a noté que de nombreux navires du Royaume de Cambaya en Inde naviguaient vers Mogadiscio avec du tissu et des épices, qu'ils échangeaient contre de l'or, de la cire et de l' ivoire. Mogadiscio, centre d'une industrie de tissage florissante connue sous le nom de toob benadir (spécialisée pour les marchés en Égypte et en Syrie  ), ainsi que Merca et Barawa ont également servi d'arrêts de transit pour les marchands swahili de Mombasa et de Malindi et pour le commerce de l'or à partir de Kilwa. Le commerce avec les Hormuz allait dans les deux sens, et les marchands juifs apportaient leurs textiles et des fruits indiens sur la côte somalienne en échange de céréales et de bois. Des relations commerciales ont été établies avec Malacca au XVe siècle, le tissu, l'ambre gris et la porcelaine étant les principaux produits échangés. Les girafes, les zèbres et l'encens ont été exportés vers l'Empire Ming en Chine, ce qui a placé les marchands somaliens comme chefs de file dans le commerce entre l'Asie et l'Afrique . Les marchands hindous de Surat et les marchands sud-africains de Pate, cherchant à contourner à la fois le blocus portugais et l'ingérence omanaise, ont utilisé les ports somaliens de Merca et Barawa (qui étaient hors de la juridiction des deux puissances) pour effectuer leur commerce en toute sécurité et sans ingérence. 

## Début de l'ère moderne et présent
Au début de l'époque moderne, les États successeurs des empires Adal et Ajuran ont commencé à prospérer en Somalie, poursuivant la tradition du commerce maritime établie par les précédents empires somaliens. L'essor du sultanat Geledi au XIXe siècle a vu une renaissance dans l'entreprise maritime somalienne. Au cours de cette période, l'exportation de la production agricole somalienne vers les marchés arabes était si grande que la côte de la Somalie est devenue « la côte céréalière » du Yémen et d'Oman. Des marchands somaliens exploitaient également des usines commerciales sur la côte érythréenne. 

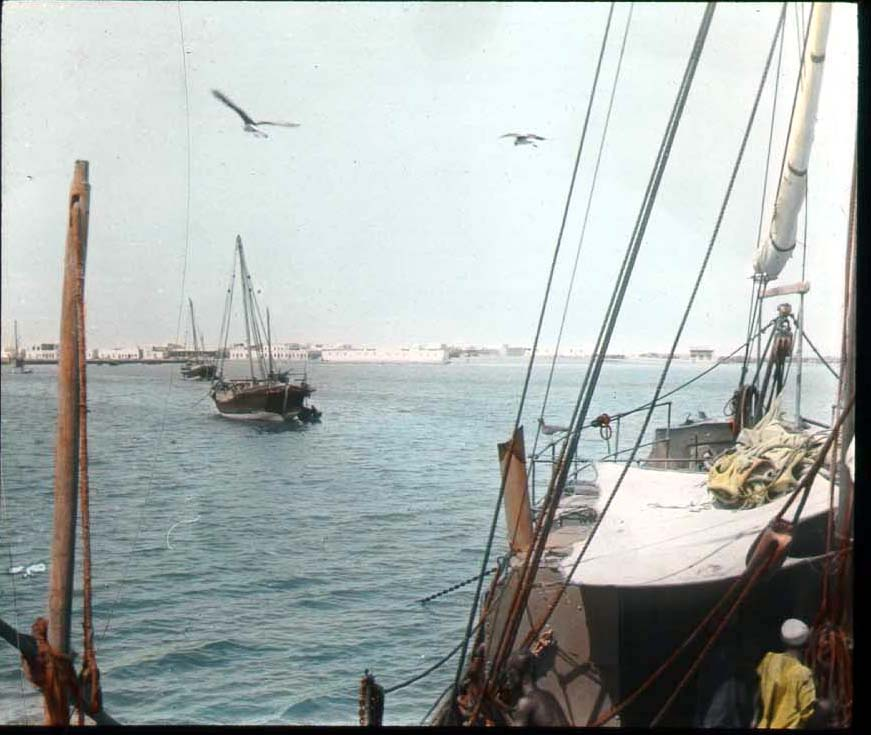
Port de Berbera, 1896

Berbera était le port le plus important de la péninsule somalienne entre le XVIIIe et le XIXe siècle. Pendant des siècles, Berbera a entretenu des relations commerciales étendues avec plusieurs ports historiques de la péninsule arabique. De plus, les marchands somaliens et éthiopiens vivant à l'intérieur des terres étaient fortement dépendants de Berbera pour leur commerce, car c'est de ces marchands que provenaient la plupart des marchandises destinées à l'exportation. Au cours de l'année 1833, la ville portuaire a atteint un pic de plus de 70 000 personnes et de plus de 6 000 chameaux chargés de marchandises qui ont été acheminés depuis l'intérieur des terres en une seule journée. Berbera était le principal marché de toute la côte somalienne pour divers produits achetés provennants de l'intérieur des terres, tels que le bétail, le café, l'encens, la myrrhe, la gomme d'acacia, le safran, les plumes, le ghee, la peau, l'or et l'ivoire. 
Selon une revue spécialisée publiée en 1856, Berbera était décrite comme « le port le plus libre du monde et le lieu commercial le plus important de tout le golfe Persique (faisant référence au golfe d'Aden ) » : 
« Les seuls ports maritimes importants sur cette côte sont Feyla et Berbera; la première est une colonie arabe, dépendante de Mocha, mais Berbera est indépendante de toute puissance étrangère. C'est, sans en avoir le titre, le port le plus libre du monde et la place de commerce la plus importante de tout le golfe Persique. De début novembre à fin avril, une grande foire se réunit à Berbera, et des caravanes de 6000 chameaux à la fois viennent de l'intérieur chargé de café, (considéré comme supérieur à Mocha à Bombay), de gomme, d'ivoire, de cuirs, de peaux, de céréales, de bétail et de lait aigre, substitut des boissons fermentées dans ces régions; on y amène aussi beaucoup de bétail pour le marché d'Aden. »
Historiquement, le port de Berbera était sous le contrôle des sous-clans marchands Reer Ahmed Nur et Reer Yunis Nuh des Habar Awal.   
La Somalie, avant la guerre civile, possédait la plus grande flotte marchande du monde musulman. Elle se composait de 12 pétroliers (taille moyenne 1300 tonnes), de 15 vraquiers (taille moyenne 15 000 tonnes) et 207 autres embarcations d'un tonnage moyen allant de 5 000 à 10 000 . 

## Guerre navale

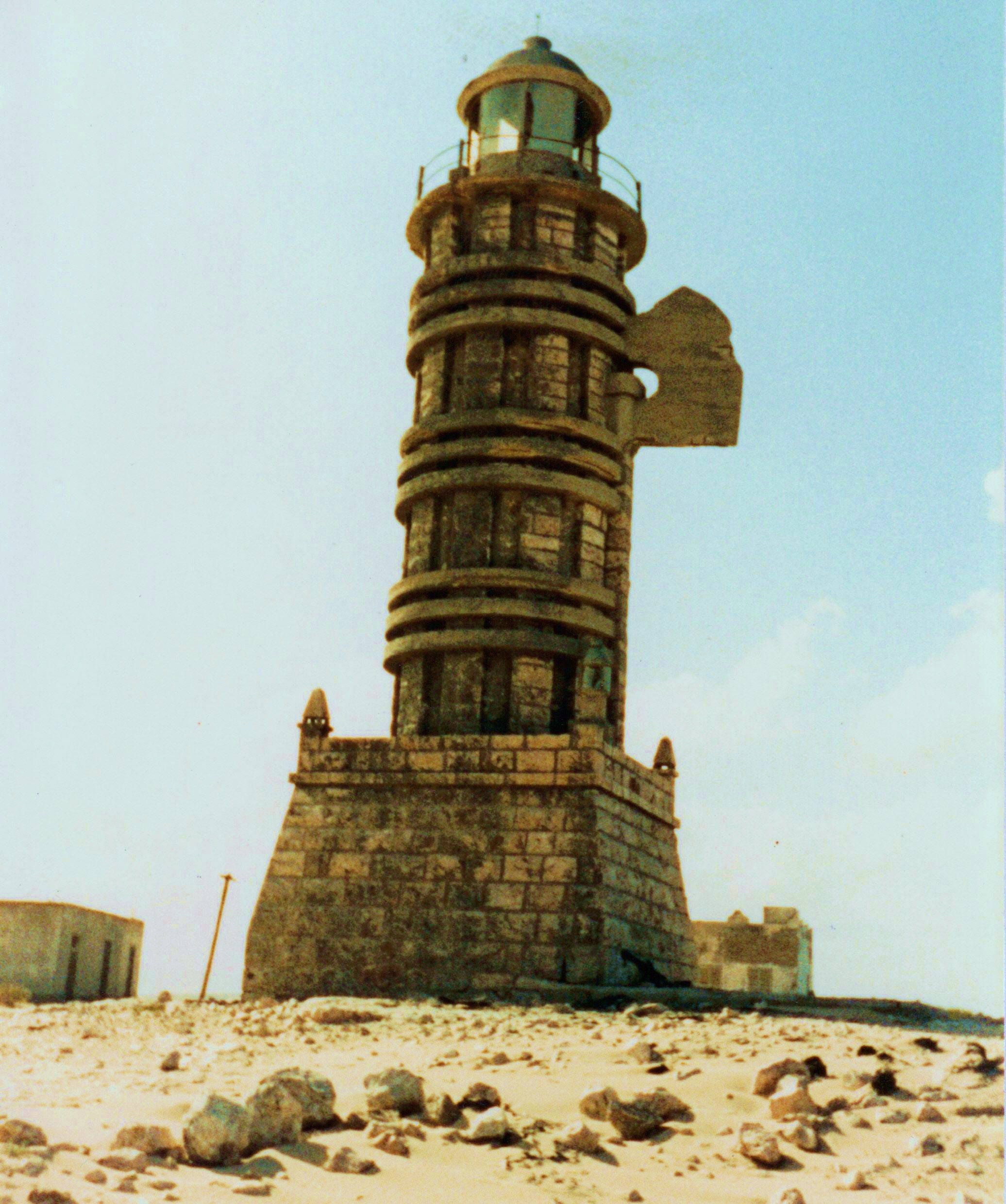
Phare de Guardafui.

Durant l'antiquité, les combats navals entre boucaniers et navires marchands étaient très courants dans le golfe d'Aden. À la fin de la période médiévale, la marine de guerre somaliennes engageait régulièrement leurs homologues portugais en mer, ces derniers étant naturellement attirés par la réputation commerciale de la côte somalienne. Ces tensions se sont considérablement aggravées au cours du XVIe siècle. 

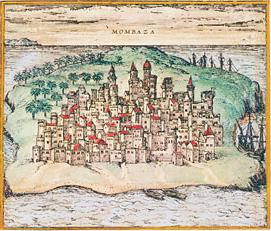
En 1660, les Portugais de Mombasa capitulrent face à une force somalienne - omanaise conjointe.

Au cours des prochaines décennies, les tensions somalo- portugaises restent élevées et le contact accru entre les marins somaliens et les corsaires ottomans inquiétait les Portugais, les incitant à envoyer une expédition punitive contre Mogadiscio sous le commandement de Joao de Sepuvelda. L'expédition a échoué. La coopération entre les Ottomans et les Somalis contre les Portugais dans l' océan Indien a atteint son apogée dans les années 1580, lorsque les marchands ajurans des villes côtières somaliennes ont commencé à sympathiser avec les Arabes et les Swahilis sous la domination portugaise et ont envoyé un envoyé au corsaire turc Mir Ali Bey pour une expédition conjointe contre les Portugais. Bey a accepté et a été rejoint par une flotte somalienne, qui a commencé à attaquer les colonies portugaises en Afrique du Sud-Est. L'offensive somalo-ottomane a réussi à chasser les Portugais de plusieurs villes importantes telles que Pate, Mombasa et Kilwa. Cependant, le gouverneur portugais a envoyé des messagers en Inde pour demander une grande flotte portugaise. Cette demande a été acceptée et, ce faisant, elle a transformé l'offensive des musulmans en une opération militaire de défense. L'armada portugaise a réussi à reprendre la plupart des villes perdues. Cependant, ils se sont abstenus d'attaquer Mogadiscio. 
Au cours de la période post-indépendance, la marine somalienne a principalement effectué des patrouilles maritimes afin d'empêcher les navires de violer illégalement les frontières maritimes du pays. La marine somalienne et l'armée de l'air somalienne collaborent également régulièrement comme moyen de dissuasion contre la marine éthiopienne. En outre, la marine somalienne a effectué des missions de recherche et de sauvetage (SAR). La Marine nationale a participé à de nombreux exercices navals en collaboration avec la Marine américaine, la Marine royale britannique et la Marine royale canadienne dans la mer Rouge et l'océan Indien. 

## Technologie et équipement

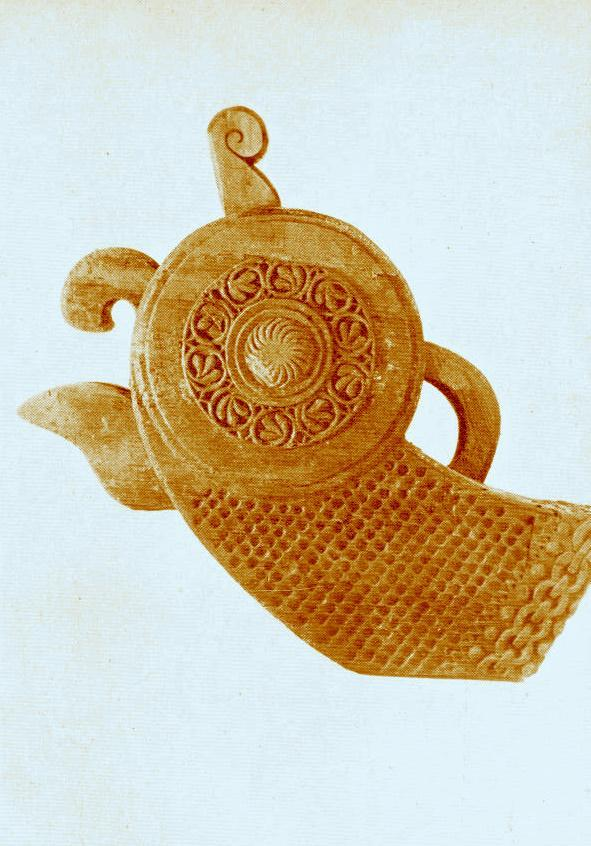
Exemple d'une figure de proue historique somalienne d'un navire de Mogadiscio.

- Badan - Le premier navire antique somalien.   Le style de construction du navire est unique en Somalie et diffère considérablement des navires à voile, aujourd'hui disparus, d' Arabie, de l'Inde du Sud et des îles adjacentes. Un badan moyen mesure 10 m ou plus et est renforcé par un plat-bord substantiel, attaché par des trenails. Les pêcheurs somaliens utilisent également des ancres en pierre pour empêcher que leurs navires ne soient attirés vers le rivage lors de la pêche.
- Phares - L'emplacement stratégique historique de la Somalie dans les voies maritimes les plus anciennes et les plus fréquentées du monde a encouragé la construction de phares pour coordonner la navigation et assurer l'entrée en toute sécurité des navires commerciaux dans les nombreuses villes portuaires du pays .
- Sablier - Des sabliers ont été utilisés sur les navires somaliens pour le chronométrage.

## Villes portuaires

### Antiquité
- Botiala - Dans l'antiquité, la ville portuaire de Botiala accueillait et exportait des marchandises telles que des bois aromatiques, de la gomme et de l'encens vers l'Inde, la Perse et l'Arabie
- Cape Guardafui - Connu dans l'Antiquité sous le nom de « cap des épices », c'était un lieu important pour l'ancien commerce de la cannelle et des épices indiennes.
- Damo - Ancienne ville portuaire du nord de la Somalie. Elle correspondait probablement au " marché des épices " de Periplus . La ville comporte de nombreux artefacts et structures historiques, y compris des pièces de monnaie anciennes, des poteries romaines, des bâtiments en pierres sèches, des cairns, des mosquées, des enceintes murées et des mehnirs[29].
- Essina - Ancien emporium probablement situé entre les ports sud de Barawa et Merca, d'après les travaux de Ptolémée .
- Gondal - Ancienne ville du sud de la Somalie. Elle est considérée comme précédent la ville portuaire de Kismayo[30].
- Malao - Ancienne ville portuaire connue pour son commerce d' encens et de myrrhe en échange de capes, de cuivre et d' or  d'Inde.
- Mosylon - Ancienne ville portuaire la plus importante de la péninsule somalienne, elle a géré une quantité considérable du commerce de l'océan Indien via ses grands navires et son vaste port.
- Mundus - Ancien port engagé dans le commerce des gommes parfumées et de la cannelle avec le monde hellénique.
- Opone - Dans les temps anciens, la ville portuaire d'Opone faisait du commerce avec des marchands de Phénicie, d' Égypte, de Grèce, de Perse et de l' Empire romain, et se comercait également avec des commerçants venus d'Indonésie et de la Malaisie, échangeant des épices, des soieries et d'autres marchandises.

### Moyen Âge

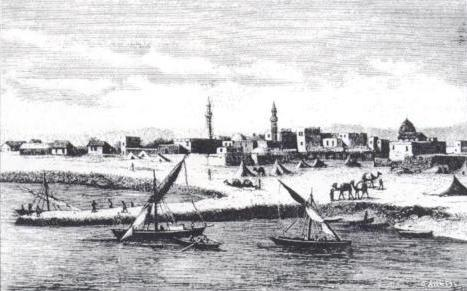
Zeila, en Somalie au Moyen-Âge, était l'une des villes portuaires les plus importantes de la Corne de l'Afrique.

- Barawa - Ancienne ville portuaire de Somalie, qui à l'époque médiévale est tombée sous l'influence de Mogadiscio et de l'Empire Ajuran.
- Berbera - Ville portuaire dominante du golfe d'Aden qui entretenait des relations commerciales avec la dynastie Tang de Chine . Berbera a maintenu son influence jusqu’au début de l'époque moderne.
- Hobyo - L'un des centres commerciaux des Ajurans et une importante ville portuaire pour le pèlerinage ( hajj ) à La Mecque .
- Kismayo - Ville sœur de Mogadiscio qui a eu d'importants débouchés commerciaux sous le Sultanat Geledi.
- Merka - Ville portuaire médiévale majeure qui a collaboré avec les Mogadishans dans le commerce de l'océan Indien.
- Mogadiscio - La ville médiévale la plus importante d'Afrique de l'Est et initiatrice du commerce de l'or en Afrique de l'Est. Avant la période de guerre civile, Mogadiscio a maintenu sa position historique en tant que ville portuaire par excellence de l'Afrique de l'Est.
- Zeila - Ville adalite qui faisait du commerce avec les Catalans et les Ottomans. La ville a géré la plupart du commerce de la Corne du nord-ouest de l'Afrique.

### Époque moderne et présent
- Bulhar - Un port prospère au XIXe siècle, Bulhar était un rival commercial de Berbera, située à proximité.
- Eyl - Une ville derviche qui a été utilisée pour le commerce d'armes pendant le partage de l'Afrique. Aujourd'hui, Eyl est une ville portuaire en pleine croissance.
- Bosaso - Créé par la compagnie maritime somalienne Kaptallah au début du XIXe siècle sous le nom de Bandar Qassim .
- Las Khorey - Capitale du sultanat de Warsangali, elle était à son apogée à la fin du XVIIIe siècle. Aujourd'hui, le port continue d'exporter principalement des produits marins. L'écologiste somalienne Fatima Jibrell développe le port, vieux de plusieurs siècles dans le but de créer des emplois immédiats pour les résidents locaux. À long terme, cet effort vise à accroître les possibilités d'importation et d'exportation dans la région côtière du nord de la Somalie, et donc également à reconstruire les communautés et à fournir de nouveaux moyens de subsistance.
- Qandala - Une ville portuaire importante aux XVIIIe et XIXe siècles pour le pèlerinage à La Mecque et pour les caravanes qui venaient de la ville de Botiala.